# Francis Knollys

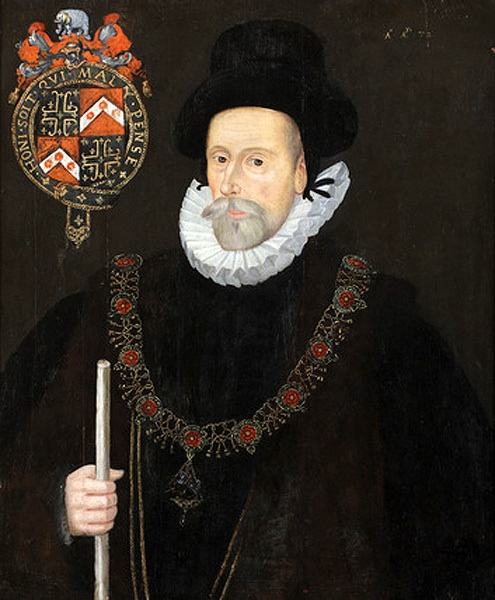
Sir Francis Knollys

Sir Francis Knollys KG (* 1511 oder 1512 in Rotherfield Greys, Oxfordshire; † 19. Juli 1596 ebenda) war ein englischer Ritter und Minister unter Elisabeth I. (Tudor).

## Leben
Er entstammt einer Familie, die schon den ersten Tudors gedient hatte. Er war der Sohn und Erbe von Sir Robert Knollys († 1521), Gutsherr von Greys Court bei Rotherfield Greys in Oxfordshire, aus dessen Ehe mit Lettice Peniston († 1557/58). Er begann seine Laufbahn am Hof Heinrichs VIII. Hohe Ämter bekleidete er aber erst unter Elisabeth I., deren angeheirateter Cousin er war. Die Königin beauftragte ihn, 1568 die flüchtige Maria Stuart aufzunehmen. Knollys wurde in den Privy Council berufen und verwaltete die Finanzen des königlichen Haushalts. Als Puritaner stand er manchmal der königlichen Politik kritisch gegenüber, doch blieb er bis an sein Lebensende ein enger Vertrauter Elisabeths.
1547 kämpfte er in der Schlacht bei Pinkie Cleugh gegen die Schotten und wurde anschließend zum Knight Bachelor geschlagen. 1559 wurde er erstmals als Burgess für Arundel ins englische House of Commons gewählt. Von 1563 bis 1593 gehörte er als Knight of the Shire für Oxfordshire dem Parlament an. Von 1570 bis zu seinem Tod, 1596, hatte er das Hofamt des Treasurer of the Household inne. 1593 wurde er als Knight Companion in den Hosenbandorden aufgenommen.

## Familie und Nachkommen
1540 heiratete er Catherine Carey, die Tochter von Mary Boleyn. Diese war Schwester der Königin Anne Boleyn. Das Paar hatte folgende Kinder:
- Lettice Knollys (1543–1634), ⚭ (1) Walter Devereux, 1. Earl of Essex, ⚭ (2) Robert Dudley, 1. Earl of Leicester, ⚭ (3) Christopher Blount;
- Sir Henry Knollys (1545–1583) ⚭ Margaret Cave (* 1549 † 1600), Tochter von Sir Ambrose Cave und Margaret Willington;
- Elizabeth Knollys ⚭ Sir Thomas Leighton, Sohn von John Leighton of Watlesburgh und Joyce Sutton;
- William Knollys, 1. Earl of Banbury (1545–1632), ⚭ (1) Dorothy Bray, ⚭ (2) Lady Elizabeth Howard, Tochter von Thomas Howard, 1. Earl of Suffolk;
- Edward Knollys (1546–1580);
- Sir Robert Knollys (1547–1626) ⚭ Catherine Vaughan, Tochter von Sir Rowland Vaughan;
- Richard Knollys (1548–1596) ⚭ Joan Heigham, Tochter von John Heigham;
- Sir Francis Knollys der Jüngere (1552–1643) ⚭ Lettice Barrett, Tochter von John Barrett, Schwiegervater von John Hampden;
- Sir Thomas Knollys ⚭ Odelia de Morana, Tochter von John de Morana;
- Anne Knollys (1553–1608) ⚭ Thomas West, 2. Baron De La Warr;
- Catherine Knollys (1560–1620) ⚭ Gerald Fitzgerald, Lord Garratt, Sohn des 11. Earl of Kildare;
- Cecily Knollys.